# 司珀斯
司珀斯（英語：Spes）古罗马宗教和神话中职司希望的女性神祇之一。在古罗马得到古罗马人广泛崇拜与供奉。其影响反映于相关神庙建筑等文物中，具有重要地影响与积极意义。

## 扩展阅读
- Clark, Mark Edward. "Spes in the Early Imperial Cult: 'The Hope of Augustus'." Numen 30.1 (1983) 80–105.